# Općina Mozirje
Općina Mozirje (slo.:Občina Mozirje) je općina u sjevernoj Sloveniji u pokrajini Štajerskoj i statističkoj regiji Savinjskoj. Središte općine je naselje Mozirje s 1.696 stanovnika.

## Zemljopis
Općina Mozirje nalazi se u sjevernom dijelu Slovenije, u krajnje jugozapadnom dijelu pokrajine Štajerske. Središnji dio općine je dolina rijeke Savinje u srednjem dijelu njenog toka. Sjeverno od doline uzdižu se brda i planine Savinjskih Alpa, a južno se uzdiže planina Stradovnik.
U nižem dijelu općine vlada umjereno kontinentalna klima, dok u višem dijelu vlada njena oštrija, planinska varijanta. Najvažniji vodotok u općini je rijeka Savinja. Svi ostali vodotoci su mali i njeni su pritoci.

## Naselja u općini
Brezje, Dobrovlje pri Mozirju, Lepa Njiva, Ljubija, Loke pri Mozirju, Mozirje, Radegunda,  Šmihel nad Mozirjem

## Vanjske poveznice
- Službena stranica općine